# トマス・ボスウェル・ジーター
トマス・ボスウェル・ジーター（Thomas Bothwell Jeter, 1827年10月13日 - 1883年5月20日）は、アメリカ合衆国の政治家。民主党に所属し、1880年9月から11月までサウスカロライナ州知事を務めた。

## 生涯
1827年10月13日、ジーターはサウスカロライナ州ユニオン郡において誕生した。ジーターは1846年にサウスカロライナ大学を卒業した。ジーターは1848年に弁護士として認可を受け、サウスカロライナ州北西部を拠点として弁護士業を開業した。ジーターはまた、スパータンバーグ・アンド・ユニオン鉄道で社長となった。
1856年、ジーターはサウスカロライナ州下院議員に選出された。1861年の南北戦争開戦後、ジーターはアメリカ連合国を支持した。ジーターは連合国陸軍に志願兵として入隊し、歩兵中隊の大尉に任ぜられた。
南北戦争後、ジーターは弁護士業を再開した。レコンストラクションの共和党支配が揺らぎ始めた1872年、ジーターはサウスカロライナ州上院議員に選出された。1876年の州知事選挙で共和党候補が敗北し、議会の共和党議員が大量に辞職した後の1877年11月、ジーターは州上院仮議長に就任した。ジーターは民主党員に上院の統制権を与えた。
州知事ウェイド・ハンプトンは1878年の州知事選挙で再選したが、連邦上院議員に就任するため1879年2月に辞職した。代わって副知事ウィリアム・ダンロップ・シンプソンが州知事に昇格したが、シンプソンもまた州最高裁判所首席裁判官に就任するため1880年9月に辞職した。知事、副知事ともに不在となったため、上院仮議長のシンプソンが後任の州知事として着任した。シンプソンは任期満了となる1880年11月末までの約3ヶ月間、第79代知事として貢献した。
1882年、ジーターはサウスカロライナ州鉄道委員会の委員に任命され、1883年に死去するまで務めた。ジーターは1883年5月20日に死去した。ジーターの遺体はサウスカロライナ州ユニオンのフォレストローン墓地に埋葬された。